# نمنمة
نمنمة او سكسوكة (فصيلة: Troglodytidae) (بالإنجليزية: Wren)‏ طائر مغرد يستوطن كلا نصفي الكرة الأرضية، متعدد في أمريكا الاستوائية، والريش بني أو أحمر من أعلى، وأبيض أو رمادي أو بيج من أسفل، والمنقار طويل. ويرفع النمنمة ذيله إلى أعلى، ويفتك بالحشرات، وهو عذب التغريد، ويمر بمصر نمنمة الشمال ونمنمة الجنوب (فيلوسكوبس سبيلاتركس) وهما قريبا السكسكة. كما يعرف بـ (نمنمة) نسبة إلى صغر حجمها. طائر مهاجر عابر شائع ومنتشر في موسم الهجرة الشتوية والربيعية، يألف المناطق ذات الغطاء النباتي المروّي المناطق الزراعية، والأراضي المكشوفة، وبالقرب من أماكن ذات السدود المائية كـسد بست كز، وسد جاويد، في منحدر جبل خآب (بل تير)، في جنوب نهر مهران.

## مرجع الاسم بالغة
النمنمة اسمُ مجموعة من الطُّيور الصغيرة الدائبة الحركة

## أسمائه في اللغة العربية والمحلية
يطلق عليه النمنمة والسكسوكة والدعويقة والمنيزلة وام الزعير.

## المشخصات
النمنمة طائر مغرِّد صغير من رتبة الجواثم. يتواجد في أوراسيا(أوروبا + آسيا) والعالم الجديد. يتراوح طوله ما بين أربعة إنشات(حوالي عشرة سنتيمترات) وتسعة إنشات (حوالي 22 سنتيمتراً ونصف السنتيمتر). وهو يقتات بالحشرات الضارّة بالمزروعات، ومن هنا عُدّ من الطيور النافعة.هناك 63 نوعًا من النمنمة يعيش معظمها في آسيا والأمريكتين. ويعيش نوعٌ واحدٌ فقط في أوروبا، أشهرها ((نمنمة الشتاء)) winter wren أو ((نمنمة شائعة)) common wren الذي يُعرف علمياً باسْم Troglodytes troglodytes.
يصل طول جسم النمنمة إلى 16,5 سم تقريباً، يتميز الذكر عند التكاثر بأن السطح الظهري ومؤخرة الذيل أخضر زيتوني، ويغطي السطح البطني اللون الأخضر مع بياض في أطراف ريش الذيل، أما ريش رأس الطائر فيتميز تبعاً للنوع وغالباً يكون أصفر أو الزيتوني، حيث تتباين ألوان ريش رؤوس الذكور في الصيف:
ذكر ذو الرأس الأزرق: حيث يغطي اللون الأزرق الرمادي قمة الرأس ومؤخرة العنق والأذن، ويمتد اللون الأبيض أسفل المنقار، الذقن أبيض اللون، الزور أصفر اللون. 
ذكر ذو الرأس الأسود: حيث يغطي اللون الأسود الرأس، والذقن أصفر اللون. 
ذكر ذو الرأس الرمادي: حيث قمة الرأس ومؤخرة العنق رمادي اللون، وتغطي الأذن بلون الأسود، والذقن أبيض أو أصفر اللون، ويغطي اللون البني السطح الظهري للذكر والإناث في الشتاء، ويكون السطح البطني أفتح لوناً.
لنمنمة منقار دقيق وأجنحة مستديرة. ومعظم طيور النمنمة بُنِّية اللون ويمكن أن تكون مخططة، مبقعة، أو مخططة بخطوط بيضاء أو سوداء ولها ذيول قصيرة ترفعها عادة إلى أعلى

## التكاثر
يتكاثر في الفترة ما بين مايو إلى يوليو، وتضع الأنثى من 5 إلى 6 بيضات في أعشاش من النباتات في مخابئ على الأرض. ويلاحظ أن النمنمة والسلحوت يشابهان ف الشكل ولا يتشابهان في اللون.

## التغذية

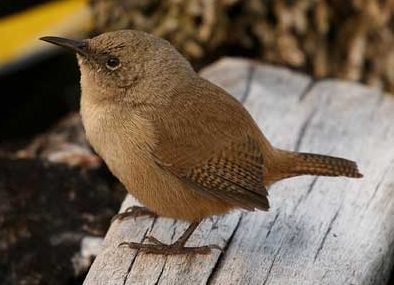
النمنمة

يتغذى على الحشرات والديدان وهو يحرك ذيله باستمرار إلى أعلى وأسفل، أثناء التغذية وتأكل النمنمة الحشرات والبذور التي تجدها بين النباتات الصغيرة تحت الأشجار وجذور النباتات المتعلقة.